# Lavras da Mangabeira (microregio)
Lavras da Mangabeira is een van de 33 microregio's van de Braziliaanse deelstaat Ceará. Zij ligt in de mesoregio Centro-Sul Cearense en grenst aan de deelstaat Paraíba in het oosten en zuidoosten, de mesoregio Sul Cearense in het zuiden en zuidwesten en de microregio's Várzea Alegre in het westen en Iguatu in het noorden. De microregio heeft een oppervlakte van ca. 1632 km². Midden 2004 werd het inwoneraantal geschat op 56.187.
Vier gemeenten behoren tot deze microregio:
- Baixio
- Ipaumirim
- Lavras da Mangabeira
- Umari

Mesoregio's: Centro-Sul Cearense · Jaguaribe · Metropolitana de Fortaleza · Noroeste Cearense · Norte Cearense · Sertões Cearenses · Sul Cearense

Microregio's: Baixo Curu · Baixo Jaguaribe · Barro · Baturité · Brejo Santo · Canindé · Cariri · Caririaçu · Cascavel · Chapada do Araripe · Chorozinho · Coreaú · Fortaleza · Ibiapaba · Iguatu · Ipu · Itapipoca · Lavras da Mangabeira · Litoral de Aracati · Litoral de Camocim e Acaraú · Médio Curu · Médio Jaguaribe · Meruoca · Pacajus · Santa Quitéria · Serra do Pereiro · Sertão de Crateús · Sertão de Inhamuns · Sertão de Quixeramobim · Sertão de Senador Pompeu · Sobral · Uruburetama · Várzea Alegre